# فوزية عزت
فوزية عزت (21 أبريل 1940 - 6 سبتمبر 2017) ممثلة مصرية كانت تقيم في الكويت.

## عن حياتها
بدأت مشوارها الفني في نهاية الستينيات عملت بالسينما في بداية حياتها ثم اتجهت إلى التلفزيون قدمت شخصية المصرية بعدة أعمال في الكويت، ومن أفلامها زوجة بلا رجل وعريس بنت الوزير، ومن أعمالها بالتلفزيون «الأنصار»1986 و «الأبطال»1996. وتوفيت إثر تسمم حاد في الدم في 6 سبتمبر 2017.

## اعمالها

### في المسلسلات
- القاهرة والناس
- الأنصار
- على الدنيا السلام - مبروكة ومحظوظة
- ازعاج
- عاد ولكن
- الانحراف
- ليالي الحلمية (ج4)
- الماضي وخريف العمر
- القضاء في الإسلام ج4
- غاضبون وغاضبات
- طيف السلام
- الوعد الحق
- أيام المنيرة
- القضاء في الإسلام ج5
- الأبطال ج1
- ترويض الشرسه
- الحفار
- الإمام الأعظم أبو حنيفة النعمان
- التوأم
- حكم الزمن
- عظماء في التاريخ
- صالح وطالح
- الخديعة
- اتجاه جبري
- بيتنا الكبير
- دنيا القوي
- 4x4
- زهور عمري
- الأصيل
- دار الزمن
- دار الهوا
- مسك وعنبر
- الآنسة رقية
- نور في سماء صافية
- البيت المسكون
- ليلة عيد
- دلال وزوجة طلال
- القرندل
- أبو الحريم

### في الأفلام
- عريس بنت الوزير
- زوجة بلا رجل

### سهرات تلفزيونية
- اللعبة
- بين الفقه والجمال والسياسة
- مكر امرأة
- الطير المهاجر

### في المسرح
- الرماد

### في الدوبلاج
- مغامرات رنا
- فلونة
- بومبو السيارة المرحة
- عدنان ولينا (بدور سميرة)

## وفاتها
توفيت في يوم 6 سبتمبر 2017 بعد إصابتها بتسمم حاد في الدم في مستشفى مبارك في الكويت.

## روابط خارجية
- فوزية عزت على موقع IMDb (الإنجليزية)
- فوزية عزت على موقع الدهليز
- فوزية عزت على موقع قاعدة بيانات الأفلام العربية